# کامی عسگر
کامی عسگر یک ویراستار صدا/ناظر صوتی ایرانی سینما می‌باشد.
او در مدت بیست سال سابقه کاری خود در فیلمهایی مانند دکتر کوئین (در ایران : پزشک دهکده)، مصائب مسیح و آخرالزمان به عنوان ویراستارصدا حضور یافت.

## افتخارات
- نامزد جایزه امی برای سریال دکتر کوئین به عنوان ویراستارصدا (۱۹۹۶)
- نامزد جایزه اسکار برای فیلم آخرالزمان مشترک با شان مک کرمک